# ネクスコ・トール関東
株式会社ネクスコ・トール関東（ネクスコ・トールかんとう、Nexco- Toll Kantou Company Limited）は、東日本高速道路（以下「NEXCO東日本」）100％出資のグループ会社で、NEXCO東日本が管理する高速道路・自動車専用道路での料金収受業務を行っている現業機関（連結子会社）である。

## 歴史・概要
2007年10月に、NEXCO東日本管内の料金収受業務会社5社（東日本道路サービスなど）の統合により設立された。関東地方北西部・東部・南部に事業所を構え、発足時点での1日当たりの出入り交通量は約180万台にのぼる料金収受会社となっている。

## 事業所
- 市原事業部  
  - 千葉県市原市村上815
- 水戸事業部
  - 茨城県水戸市加倉井町2206
- 船橋事業部
  - 千葉県船橋市海神町南1-1828-3
- 木更津事業部
  - 千葉県木更津市中島2533
- 千葉事業部
  - 千葉県千葉市稲毛区長沼原町177
- 三郷事業部
  - 埼玉県三郷市番匠免2-101-1
- 谷和原事業部
  - 茨城県つくばみらい市筒戸1606
- 港北事業部
  - 神奈川県横浜市都筑区川向町1047
- 朝比奈事業部
  - 神奈川県横浜市金沢区朝比奈町172-15
- 上野事業部
  - 東京都台東区北上野1-10-14 住友不動産上野ビル5号館
- 佐久事業部
- 高崎事業部
- 那須事業部
- 宇都宮事業部
- 長野事業部
- 所沢事業部
- TTB事業所